# Conversation Piece (album)
Conversation Piece is een boxset van de Britse muzikant David Bowie, uitgebracht op 15 november 2019. Het album bevat vijf cd’s met opnames die Bowie in 1968 en 1969 maakte. Hieronder vallen onder meer demo-opnamen en sessies voor de BBC. Tevens zijn twee verschillende mixen van Bowie's album David Bowie uit 1969 opgenomen in de box, waarvan er een door Tony Visconti speciaal voor deze boxset werd gemixt.
Het album werd uitgebracht ter gelegenheid van de vijftigste verjaardag van Bowie's tweede album David Bowie uit 1969. Diverse nummers werden gedurende 2019 al uitgebracht op de boxsets Spying Through a Keyhole, Clareville Grove Demos en The 'Mercury' Demos.

## Nummers
- Alle nummers geschreven door Bowie, tenzij anders genoteerd.

CD 1 - Home Demos
| Nr. | Titel                                                                                              | Schrijver(s) | Duur |
| --- | -------------------------------------------------------------------------------------------------- | ------------ | ---- |
| 1.  | April's Tooth of Gold (niet eerder uitgebracht)                                                    |              | 2:29 |
| 2.  | The Reverend Raymond Brown (Attends the Garden Fête on Thatchwick Green) (niet eerder uitgebracht) |              | 2:15 |
| 3.  | When I'm Five (niet eerder uitgebracht)                                                            |              | 3:18 |
| 4.  | Mother Grey (van Spying Through a Keyhole)                                                         |              | 3:00 |
| 5.  | In the Heat of the Morning (van Spying Through a Keyhole)                                          |              | 2:59 |
| 6.  | Goodbye 3d (Threepenny) Joe (van Spying Through a Keyhole)                                         |              | 3:19 |
| 7.  | Love All Around (van Spying Through a Keyhole)                                                     |              | 2:49 |
| 8.  | London Bye, Ta-Ta (van Spying Through a Keyhole)                                                   |              | 3:31 |
| 9.  | Angel Angel Grubby Face (versie 1) (van Spying Through a Keyhole)                                  |              | 2:31 |
| 10. | Angel Angel Grubby Face (versie 2) (van Spying Through a Keyhole)                                  |              | 2:37 |
| 11. | Animal Farm (niet eerder uitgebracht)                                                              |              | 2:21 |
| 12. | Space Oddity (fragment uit demo) (van Spying Through a Keyhole)                                    |              | 2:39 |
| 13. | Space Oddity (versie 1 met John Hutchinson) (van Spying Through a Keyhole)                         |              | 4:02 |
| 14. | Space Oddity (versie 2 met John Hutchinson) (niet eerder uitgebracht)                              |              | 5:00 |
| 15. | Space Oddity (versie 3 met John Hutchinson) (van Clareville Grove Demos)                           |              | 5:10 |
| 16. | Lover to the Dawn (met John Hutchinson) (van Clareville Grove Demos)                               |              | 3:50 |
| 17. | Ching-a-Ling (met John Hutchinson) (van Clareville Grove Demos)                                    |              | 2:58 |
| 18. | An Occasional Dream (met John Hutchinson) (van Clareville Grove Demos)                             |              | 2:49 |
| 19. | Let Me Sleep Beside You (met John Hutchinson) (van Clareville Grove Demos)                         |              | 2:54 |
| 20. | Life Is a Circus (met John Hutchinson) (van Clareville Grove Demos)                                | Roger Bunn   | 4:50 |
| 21. | Conversation Piece (niet eerder uitgebracht)                                                       |              | 3:47 |
| 22. | Jerusalem (niet eerder uitgebracht)                                                                |              | 4:19 |
| 23. | Hole in the Ground (met George Underwood) (niet eerder uitgebracht)                                |              | 3:29 |

CD 2 - The 'Mercury' Demos
| Nr. | Titel               | Schrijver(s)  | Duur |
| --- | ------------------- | ------------- | ---- |
| 1.  | Space Oddity        |               | 5:29 |
| 2.  | Janine              | Bowie         | 3:54 |
| 3.  | An Occasional Dream |               | 3:19 |
| 4.  | Conversation Piece  |               | 3:31 |
| 5.  | Ching-a-Ling        |               | 3:37 |
| 6.  | I'm Not Quite       |               | 4:01 |
| 7.  | Lover to the Dawn   |               | 5:02 |
| 8.  | Love Song           | Lesley Duncan | 4:09 |
| 9.  | When I'm Five       |               | 3:20 |
| 10. | Life Is a Circus    | Roger Bunn    | 5:28 |

CD 3 - Conversation Pieces (mono-opnamen)
| Nr. | Titel                                                                               | Schrijver(s) | Duur |
| --- | ----------------------------------------------------------------------------------- | ------------ | ---- |
| 1.  | In the Heat of the Morning (Decca mono-versie) (van The Deram Anthology 1966–1968)  |              | 2:51 |
| 2.  | London Bye, Ta-Ta (Decca alternatieve versie) (niet eerder uitgebracht)             |              | 2:36 |
| 3.  | In the Heat of the Morning (van Bowie at the Beeb)                                  |              | 3:01 |
| 4.  | London Bye, Ta-Ta (van Bowie at the Beeb)                                           |              | 2:39 |
| 5.  | Karma Man (van Bowie at the Beeb)                                                   |              | 3:07 |
| 6.  | When I'm Five (van Bowie at the Beeb)                                               |              | 3:14 |
| 7.  | Silly Boy Blue (van Bowie at the Beeb)                                              |              | 4:32 |
| 8.  | Ching-a-Ling (van heruitgave David Bowie uit 2010)                                  |              | 4:22 |
| 9.  | Space Oddity (Morgan Studios-versie, met John Hutchinson) (niet eerder uitgebracht) |              | 4:22 |
| 10. | Space Oddity (Britse singleversie) (van heruitgave David Bowie uit 2009)            |              | 4:42 |
| 11. | Wild Eyed Boy from Freecloud (monomix) (van heruitgave David Bowie uit 2009)        |              | 4:54 |
| 12. | Janine (monomix) (van heruitgave David Bowie uit 2009)                              |              | 3:23 |
| 13. | Conversation Piece (van heruitgave David Bowie uit 2009)                            |              | 3:06 |
| 14. | Let Me Sleep Beside You (van Bowie at the Beeb)                                     |              | 3:20 |
| 15. | Unwashed and Somewhat Slightly Dazed (van Bowie at the Beeb)                        |              | 4:03 |
| 16. | Janine (van Bowie at the Beeb)                                                      |              | 3:03 |

CD 4 - Stereomixen 1969
| Nr. | Titel                                                                         | Schrijver(s) | Duur |
| --- | ----------------------------------------------------------------------------- | ------------ | ---- |
| 1.  | Space Oddity (van David Bowie)                                                |              | 5:14 |
| 2.  | Unwashed and Somewhat Slightly Dazed (incl. Don't Sit Down) (van David Bowie) |              | 6:51 |
| 3.  | Letter to Hermione (van David Bowie)                                          |              | 2:32 |
| 4.  | Cygnet Committee (van David Bowie)                                            |              | 9:31 |
| 5.  | Janine (van David Bowie)                                                      |              | 3:21 |
| 6.  | An Occasional Dream (van David Bowie)                                         |              | 2:54 |
| 7.  | Wild Eyed Boy from Freecloud (van David Bowie)                                |              | 4:46 |
| 8.  | God Knows I'm Good (van David Bowie)                                          |              | 3:17 |
| 9.  | Memory of a Free Festival (van David Bowie)                                   |              | 7:09 |
| 10. | Wild Eyed Boy from Freecloud (B-kant stereomix) (van Sound + Vision)          |              | 4:56 |
| 11. | Letter to Hermione (vroege mix) (niet eerder uitgebracht)                     |              | 2:32 |
| 12. | Janine (vroege mix) (niet eerder uitgebracht)                                 |              | 3:23 |
| 13. | An Occasional Dream (vroege mix) (van heruitgave David Bowie uit 2009)        |              | 2:54 |
| 14. | Ragazzo solo, ragazza sola (van heruitgave David Bowie uit 2009)              | Bowie, Mogol | 5:14 |

CD 5 - David Bowie (remix 2019)
| Nr. | Titel                                          | Schrijver(s) | Duur |
| --- | ---------------------------------------------- | ------------ | ---- |
| 1.  | Space Oddity                                   |              | 5:20 |
| 2.  | Unwashed and Somewhat Slightly Dazed           |              | 6:18 |
| 3.  | Letter to Hermione                             |              | 2:32 |
| 4.  | Cygnet Committee                               |              | 9:28 |
| 5.  | Janine                                         |              | 3:21 |
| 6.  | An Occasional Dream                            |              | 2:57 |
| 7.  | Wild Eyed Boy from Freecloud                   |              | 4:50 |
| 8.  | Conversation Piece (van David Bowie)           |              | 3:11 |
| 9.  | God Knows I'm Good (van David Bowie)           |              | 3:16 |
| 10. | Memory of a Free Festival (van Sound + Vision) |              | 7:14 |
| 11. | Wild Eyed Boy from Freecloud (singleversie)    |              | 4:59 |
| 12. | Ragazzo solo, ragazza sola                     | Bowie, Mogol | 5:20 |